# Jüdischer Friedhof (Sachsenhagen)
Der Jüdische Friedhof Sachsenhagen ist ein jüdischer Friedhof in der niedersächsischen Stadt Sachsenhagen im Landkreis Schaumburg. Auf dem 1.228 m² großen Friedhof am Dühlholzkamp sind 62 Gräber und 50 Grabsteine vorhanden.

## Geschichte
Der Friedhof wurde erstmals 1835 erwähnt. Die letzte Beerdigung fand dort im Jahr 1932 statt. Ab 1952 befand sich der Friedhof im Besitz der Jewish Trust Corporation, 1960 übernahm ihn der Landesverband der Jüdischen Gemeinden von Niedersachsen. Seit 1987 pflegt die Gemeinde Sachsenhagen das Gelände.